# Новокшенов, Виктор Фёдорович

Памятник Виктору Новокшенову в Ангарске

 Ви́ктор Фёдорович Новокше́нов  (24 сентября 1915, Киров — 23 марта 1987, Ангарск) — советский инженер, организатор производства в системе атомной промышленности, к.т. н.; Основатель и первый директор Ангарского электролизного химического комбината. Лауреат Государственной премии СССР, Сталинской премии СССР и премии Совета Министров СССР.

## Биография
Родился в городе Вятка в семье двух медицинских работников: фельдшера Ольги Николаевны Новокшёновой и хирурга Фёдора Герасимовича Симонова
После семилетки окончил энерготехнический техникум и с 1932 года работал в системе «Уралэнерго»: электромонтёр, техник, инженер, диспетчер, главный диспетчер. В 1942 году, с образованием Объединенной энергосистемы Урала с разделением на Свердловскую, Челябинскую, Молотовскую (Пермскую) энергосистемы и Объединенного диспетчерского управления энергосистемами Урала (ОДУ Урала), одновременно исполнял обязанности главного диспетчера Районного энергоуправления (РЭУ) «Свердловэнерго» и заместителя главного диспетчера ОДУ Урала.
За безупречную работу в годы Великой Отечественной войны был награждён орденом Красной Звезды и медалью «За победу над Германией в Великой Отечественной войне 1941—1945 годов».
В 1950 году назначается начальником цеха на первый в СССР завод по разделению изотопов урана — Уральский электрохимический комбинат в город Свердловске-44, под руководством академика И. К. Кикоина, а с 1953 года вновь назначенного директора А. М. Петросьянца и ведущих промышленников страны проходил школу абсолютно нового для него производства в должности начальника основного технологического цеха.
В 1951 году заканчивает с отличием Уральский политехнический институт.
4 сентября 1954 года направлен в город Ангарск на должность директора строящегося Ангарского электролизного химического комбината. В первом же готовом помещении будущего АЭХК по распоряжению Новокшёнова была создана библиотека, насчитывающая тысячи томов технической литературы. А уже в 1957 году на АЭХК получили первую партию обогащённого урана.
До конца 1960 года разделительный завод работал на привозном сырье гексафторида урана, но в Новогоднюю ночь 1961 года на комбинате заработал собственный завод по производству гексафторида урана — так называемый сублиматный завод. Таким образом, комбинат стал независим от внешних поставщиков, а производство замкнулось в цепочку, получило логическую завершённость. Завод по производству гексафторида урана произвёл первую продукцию 31 декабря 1960 года. В это время заместителями В. Ф. Новокшёнова были: Л. И. Коврижкин, И. С. Парахнюк, А. Ф. Штефан, В. Г. Денисенко, Н. А. Штинов и др.
Новокшёнов первым в СССР ввёл на своём предприятии пятидневную рабочую неделю, за что и получил строгий выговор. Однако этот опыт оказался довольно успешным, и в 1960-х годах на пятидневку стали переводить все предприятия страны. В общем, нововведение успешно перешло в КЗоТ.
В течение с 1957 по 1963 годы были построены и сданы в эксплуатацию практически все основные промышленные объекты одного из крупнейших в стране атомных комбинатов. В это же время пущена ТЭЦ-10 электрической мощностью 1 млн. 100 тыс. киловатт, построен юго-западный район города Ангарска, надо сказать, лучший район города.
29 июля 1966 года Указом Президиума Верховного Совета СССР Ангарский электролизный химический комбинат награждён орденом Трудового Красного Знамени
С начала 1970-х и до 1985 года проводилась модернизация газодиффузионного завода, что позволило увеличить его производительность в два раза по сравнению с проектной без увеличения количества потребляемой энергии и производственных площадей. Осуществлена реконструкция завода по производству сырьевого гексафторида урана, не имеющего аналогов в мире. Разработаны новые технологические процессы и оборудование по производству фтора и фтористого водорода.
К 1985 году в АЭХК была создана современная научно-производственная школа, которую прошли многие сотни, даже тысячи специалистов. Силами заводских учёных, конструкторов, технологов велась и ведётся сейчас постоянная реконструкция основных производств, работающих и в настоящее время на уровне мировых стандартов. Эта многолетняя титаническая работа специалистов комбината отмечена государственными и правительственными наградами и премиями, дипломами и медалями ярмарок и выставок, в том числе международных, десятками и сотнями изобретений. Около полутора десятка специалистов стали кандидатами и докторами наук, кандидатом технических наук был и сам В. Ф. Новокшёнов.
Два человека на комбинате удостоены звания Героя Социалистического Труда.
Похоронен в городе Ангарске 25.03.1987.

## Память
- Именем Виктора Федоровича Новокшенова названа улица в Ангарске.
- Мемориальная доска «Ледовый дворец спорта „Ермак“ имени Виктора Федоровича Новокшенова. Спортивное учреждение с гордостью носит имя легендарного человека, государственного деятеля, внесшего огромный вклад в развитие города и области, первого директора Ангарского электролизного химического комбината, основателя ангарского хоккея Виктора Федоровича Новокшенова. 13.04.1915 — 10.05.1987»[6]
- Летом 2020 года открыт памятник Новокшенову в парке ДК Современник.
- Именем Виктора Федоровича Новокшенова в 2005-м году названа вершина (2322м) в Восточных саянах недалеко от пос. Аршан.

## Награды
- Лауреат премии Совета Министров СССР;
- Лауреат Сталинской премии;
- Лауреат Государственной премии СССР;
- Орден Красной Звезды;
- Три ордена Трудового Красного Знамени;
- Орден Октябрьской Революции;
- Два ордена Ленина[1]

## Семья
Сын Виктор — мэр города Ангарска с 1998 по 2002 год.